# Larassa
Larassa là một chi bướm đêm thuộc họ Erebidae.